# Пижице
Пижѝце (на полски: Pyrzyce; на немски: Pyritz; на латински: Piriseum) е град в Северозападна Полша, Западнопоморско войводство. Административен център е на Пижишки окръг, както и на градско-селската Пижишка община. Заема площ от 38,79 км2.